# Берман, Иосиф

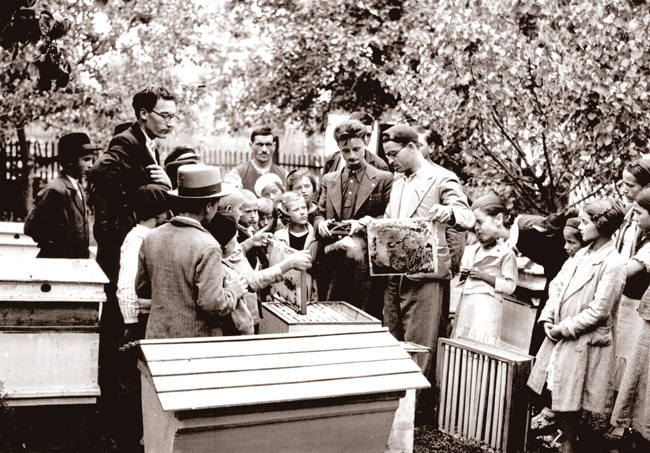
Команда этнографических исследований, координируемых Димитрием Густи

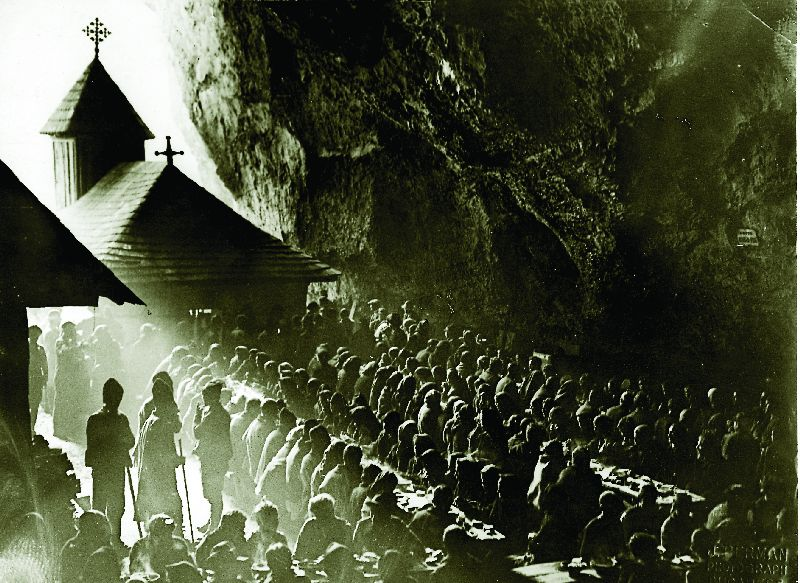
Праздник в монастыре, фотография Иосифа Бермана

Иосиф Берман (рум. Iosif Berman; 17 января 1892 года — 17 сентября 1941 года) — румынский фотограф и журналист в межвоенный период.

## Биография
Иосиф Берман родился в Burdujeni (Burdujeni), рядом с городом Сучава от еврейского отца, который имел румынское гражданство и участвовал в 1877 году в Румынской войне за независимость.
С самого раннего возраста Берман интересовался фотографией, проводя время в компании странствующих фотографов города Сучава и Cernăuți. В возрасте до 18 лет он переехал в город Бухарест, где стал зарабатывать деньги, чтобы купить фотоаппарат. Его первые фотографии были опубликованы в 1913 году в газете Dimineaţa (Dimineaţa) с изображением холерного карантинного помещения в Turtucaia. Затем он продолжал работать в газетах Adevărul и Dimineaţa. Оба эти издания принадлежали левому активисту Константину Милле.
Во время Первой Мировой войны, он был полковым фотографом и смог сфотографировать военные действия в ходе Великой Октябрьской социалистической революции в Одессе, но его фотографические пластинки конфисковывались как белогвардейцами, так и большевиками. В 1918 году он участвовал в выставкеRealitatea Ilustrată с комплектом фотографий отступающих немецких армий. После того, как его полк был расформирован, Берман ездил в Новороссийск, на Кавказ, где он познакомился с девушкой Раисой, на которой женился и в браке с которой у него была дочь Луиза.

## Фотокорреспондент
С 1920 по 1923 год Иосиф Берман был корреспондентом в Румынской газете Стамбула. Вернувшись в Румынию, он работал фотографом крупных румынских газет, снимал царскую семью.
В середине 1920-х годов Берман сотрудничал с социологом Димитрием Густи и с Filip Brunea-Fox, снимая фотографии для репортажных статей.
Его фотографии были опубликованы во многих главных румынских газетах того времени: Adevărul, Dimineaţa, Curentul, Realitatea ilustrată, România ilustrată, Ilustraţiunea română, Cuvântul liber, L’Indépendance roumaine (fr), а также в Нью-Йорк Таймс" и в журнале Национального географического общества, был фотокорреспондентом Ассошиэйтед Пресс и в Скандинавских газетах.

## Фашистский период
В 1937 году власти Румынии закрыли левые газеты, в которых работал Берман. Ящики с его фотографическими пластинами из архивов газет Adevărul и Dimineaţa были конфискованы. Тем не менее, Берман продолжал работать и отправлять фотографии в «Нью-Йорк Таймс.
Следуя советам румынского историка, позже премьер-министра, Николае Йорга, Берман начал использовать псевдоним I. B. Urseanu (перевод его еврейского имени), чтобы не привлекать внимания антисемитской железной гвардии.
В 1940 году в Национал-легионерском государстве были приняты антиеврейские законы. Берман остался без работы. Подавленный и больной он умер 17 сентября 1941 года. По словам его дочери, он болел болезнями почек и отказывался лечиться.

## Наследие
После Второй мировой войны коммунистическое правительство Румынии использовало его фотографии для пропаганды социализма в стране. По словам научного сотрудника Музея крестьянского искусства Румынии, в своих фотографиях Берман представил людям реалистические виды деревень с их беднотой и цыганами.
Обнаруженные фотографии Бермана после румынской революции 1989 года в Музее румынского крестьянина опубликованы в монографии о нём. Был снят документальный фильм о его жизни и работе под названием «Omul cu o mie de ochi» (Тысячеглазый человек) режиссёра Александру Соломона (РО).

## Примечание
1. 1 2  Bibliothèque nationale de France Iosif Berman // Autorités BnF (фр.): платформа открытых данных — 2011.
2. 1 2 3 4 5 6 7 8 9 10 11 12  Iosif Berman «omul cu o mie de ochi» Архивная копия от 27 октября 2010 на Wayback Machine, Historia
3. 1 2 3 4 5 6  Domnica Macri, «Iosif Berman — Un fotograf roman in National Geographic.» Архивная копия от 24 февраля 2016 на Wayback Machine